# Luca Martin
Luca Martin (Padova, 25 novembre 1973) è un ex rugbista a 15 e allenatore di rugby a 15 italiano, in carriera attivo nei ruoli principalmente di tre quarti centro e ala.

## Biografia
Cresciuto rugbisticamente nel Petrarca, squadra della sua città natale, Martin debuttò con tale club in campionato, e con esso rimase fino al 1998; nel Petrarca si mise in luce anche a livello nazionale, sì da indurre il C.T. Georges Coste a convocarlo in azzurro per la Coppa Latina 1997.
Nel 1998 si trasferì in Francia, al Bègles, e sulla Gironda rimase due stagioni; nel 1999 fece parte della spedizione italiana alla Coppa del Mondo in Galles, nel corso della quale disputò un solo incontro, con l'Inghilterra.
Al Northampton dal 2000, rimase nel club inglese fino al gennaio 2002, quando si trasferì al Bedford fino a fine stagione, dopodiché tornò in Italia, al Rovigo.
In Nazionale prese parte alle prime tre edizioni del Sei Nazioni, dal 2000 al 2002, edizione nel corso della quale disputò anche il suo ultimo incontro nel XV azzurro, contro la Scozia.
Le successive presenze internazionali di Martin hanno riguardato l'Italia Seven, della quale fu capitano fino al 2005.
Nel 2006 tornò al Petrarca, in cui disputò 30 incontri totali in due stagioni di Super 10.
Nella stagione 2008-09 ha militato come giocatore / allenatore nel Roccia, formazione di Rubano in provincia di Padova; smessa l'attività da giocatore, dal 2009 è il C.T. della Nazionale a sette.